# Arnold de Hontoire
Arnold de Hontoire, né en 1630 à Dinant (Belgique) et décédé le 5 mai 1709 à Liège (Belgique), est un sculpteur du XVIIe siècle qui exerça principalement dans la Principauté de Liège. Avec Jean Del Cour, Cornélis Vander Veken, Jacques Vivroux, Guillaume Évrard et François-Joseph Dewandre, il est considéré comme un des sculpteurs baroques les plus importantes de la Principauté.

## Biographie
En 1672, il séjourna en Italie. Il se maria à la fille du sculpteur liégeois Guillaume Cocquelé. À partir de 1689, il est le sculpteur attitré du chapitre de la cathédrale de Liège. De 1697 à 1699, il travailla avec plusieurs assistants à l'établissement de la chapelle Saint-Michael à Bad Godesberg, près de Bonn commandée par le prince-évêque Joseph-Clément de Bavière. Il reçut également plusieurs commandes de la riche famille des Surlet et de l'abbaye bénédictine du faubourg d'Avroy.
La carrière de de Hontoire a été quelque peu éclipsée par celle de l'autre grand sculpteur liégeois de l'époque, Jean Del Cour. Contrairement à ce dernier qui a très peu d'élèves, Arnold de Hontoire eut de nombreux disciples tels que Robert Verbure (c.1654-1720) et Cornélis Vander Veken (1666-1740). On ne sait pas si l'orfèvre Charler de Hontoire, actif dans le premier quart du XVIIIe siècle dans la Principauté de Liège, était un fils d'Arnold. 
Arnold de Hontoire, dont le talent fut reconnu de son vivant, était un ami du peintre Englebert Fisen. Il meurt à Liège le 5 mai 1709. 

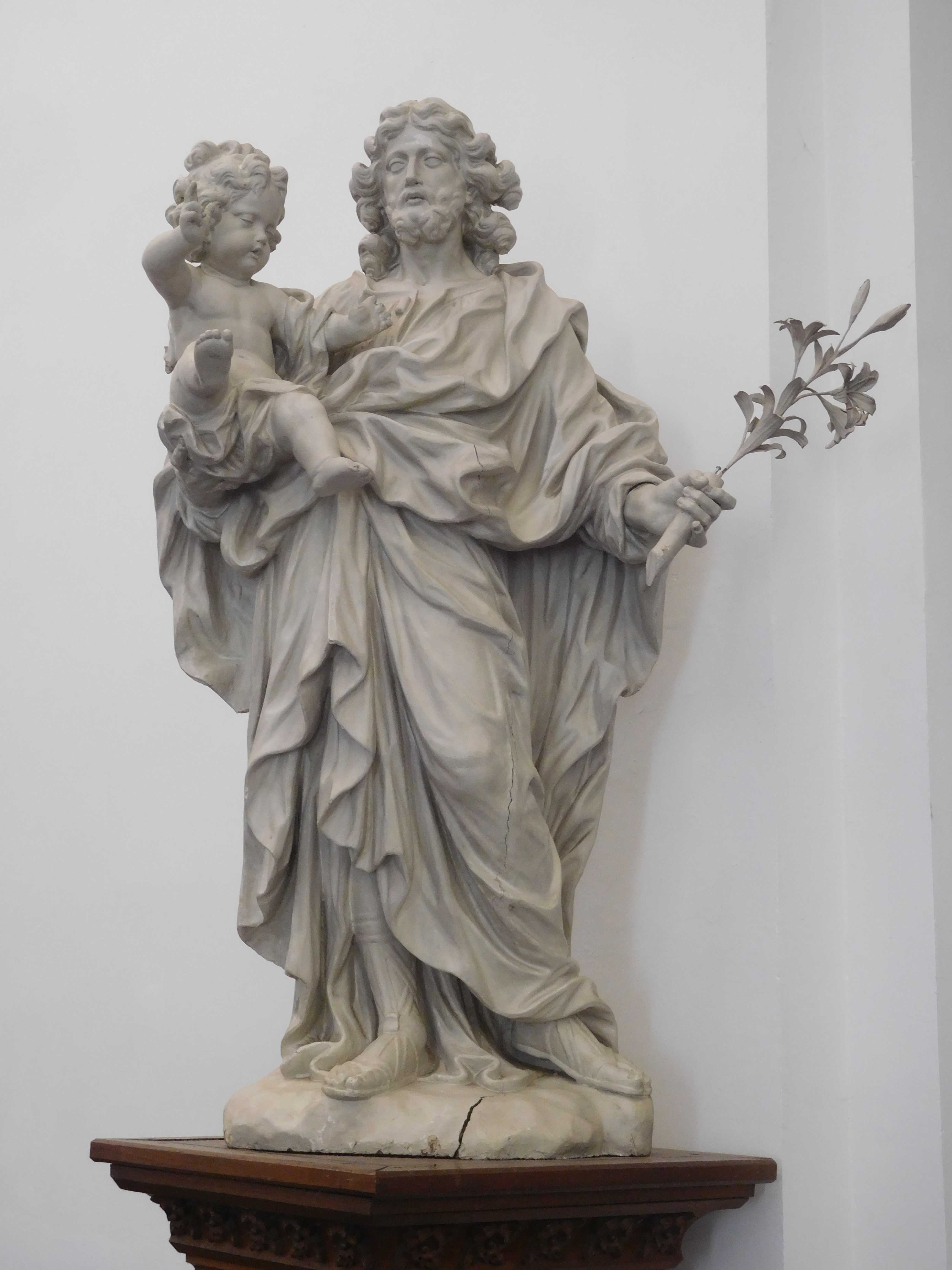
Saint Joseph et l'enfant, dans la collégiale de Ciney

## Œuvres
- Statue de Saint-André, 1690, église Saint-Jacques, Liège.
- Buste de la Vierge (anciennement attribué à Robert Verbure), Grand Curtius, Liège (à l'origine dans la basilique Saint-Martin de Liège).
- Sculpture de la Vierge à l'Enfant (1688-1692), collégiale Saint-Denis, Liège[1].
- Sculptures de Vierge à l'Enfant et de Saint Jacques de Borromée, ancien hôpital du Valdor, Liège.
- Maitre-autel avec statues de Saint Benoit de Nursie et Sainte Scholastique, église de l'abbaye de la Paix Notre-Dame, Liège[2].
- Statues de saint Joseph avec l'enfant et Marie avec l'enfant, dans la collégiale de l'Assomption, à Ciney.
- Tombe du prince-évêque Jean-Louis d'Elderen (après 1694), église Saint-Martin, Genoelselderen (à l'origine dans la cathédrale Saint-Lambert à Liège).
- Tombeau de la comtesse Maria Anna de Berchem (après 1697), chapelle de l'hôpital Saint-Jacques, Tongres.
- Tombeau Jacques Ignace baron de Surlet et Anne Emerentianne baronne de Valdes Herdersem (après 1699) dans le château de Lexhy à Horion-Hozémont.
- Le Saint Sacrement consolant les âmes du purgatoire (1691-1700), église Notre-Dame-des-Récollets, Verviers (à l'origine dans la cathédrale Saint-Lambert de Liège).
- Bas-relief Présentation au temple, Grand Curtius, Liège.
- Buste du prince-évêque Joseph-Clément de Bavière, Grand Curtius, Liège (attribution).

## Sources
- (nl) Cet article est partiellement ou en totalité issu de l’article de Wikipédia en néerlandais intitulé « Arnold de Hontoire » (voir la liste des auteurs).